# Nazionale maschile di beach soccer delle Bahamas
La nazionale di beach soccer delle Bahamas rappresenta le Bahamas nelle competizioni internazionali di beach soccer ed è controllata dalla Federazione calcistica delle Bahamas.

## Storia
Per la prima volta nel 2017 ospita un Mondiale al Nassau Stadium.